# Bob Suter
Robert Allen "Bob" Suter (Madison (Wisconsin), 16 mei 1957 - Middleton (Wisconsin), 9 september 2014) was een Amerikaans ijshockeyer. 
Tijdens de Olympische Winterspelen 1980 in eigen land won Suter samen met zijn ploeggenoten de gouden medaille. 
Suter speelde nooit in de NHL. Souter was de eerste speler van de Amerikaanse gouden ploeg van 1980 die overleed.